# Wolfgang Schreiber (Mediziner)

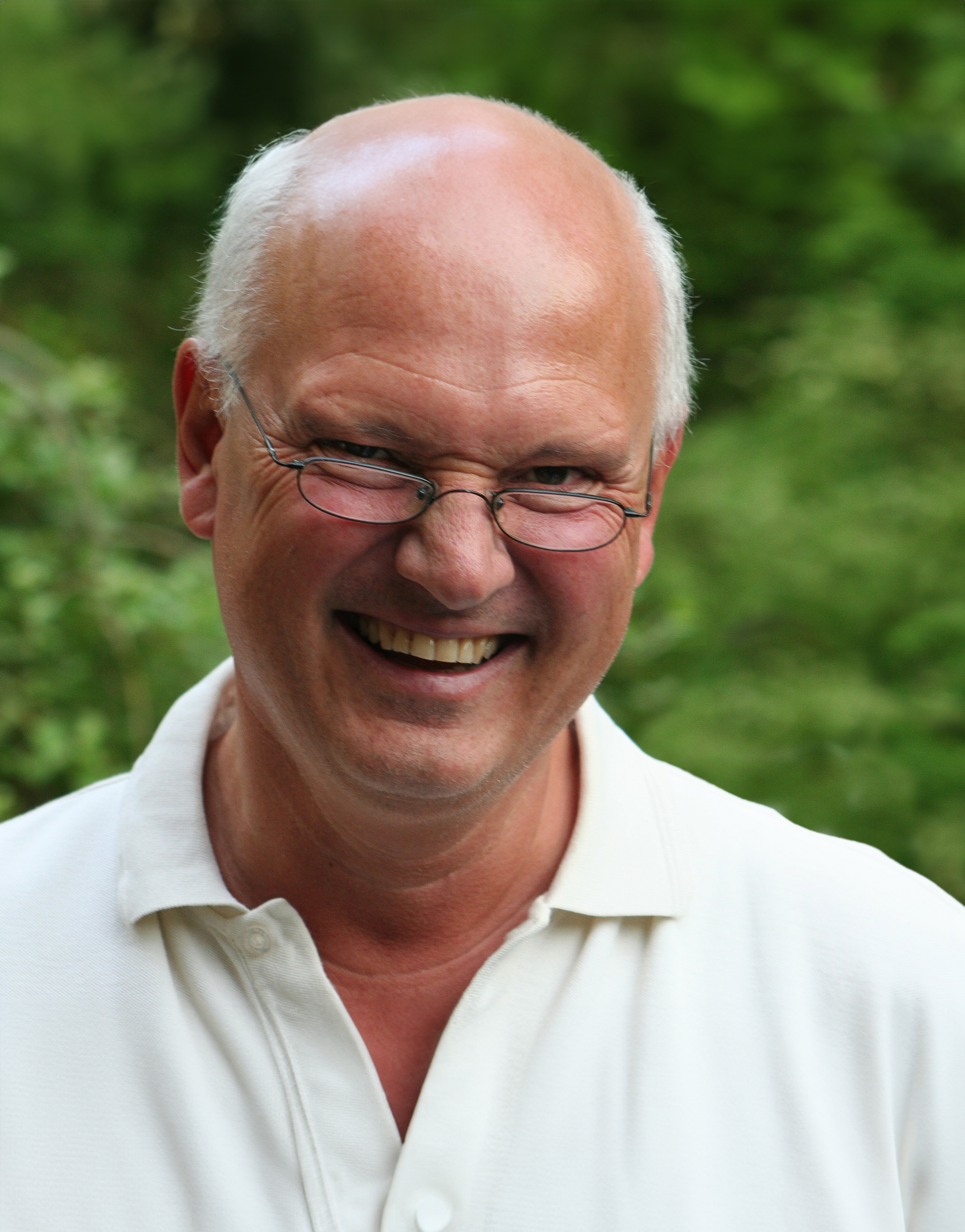
Wolfgang Schreiber (2009)

Wolfgang Schreiber (* 10. September 1956 in München; † 18. März 2022 ebenda) war ein deutscher Facharzt für Psychiatrie und Psychotherapie sowie Psychosomatische Medizin.

## Werdegang
Wolfgang Schreiber studierte an der Ludwig-Maximilians-Universität in München Psychologie und anschließend Medizin. 1985 erfolgte die Approbation als Arzt.
Nach zwei Jahren als Forschungsstipendiat am Max-Planck-Institut für Psychiatrie in München promovierte er 1987 zum Dr. med. an der Technischen Universität München und arbeitete bis 1994 als Wissenschaftlicher Angestellter am Max-Planck-Institut für Psychiatrie, wo er anschließend als Oberarzt tätig war. Danach wechselte er als Leitender Oberarzt an die Klinik für Psychiatrie und Psychotherapie der Philipps-Universität Marburg, wo er 1998 seine Habilitation im Fach „Psychiatrie und Psychotherapie“ abschloss und ihm der Titel Privatdozent verliehen wurde. Zudem lehrte er als außerplanmäßiger Professor an der Philipps-Universität Marburg und der Universität Regensburg.
Im Jahr 2000 absolvierte er erfolgreich das Masterstudium „Management von Gesundheits- und Sozialeinrichtungen“ an den Universitäten Kaiserslautern und Witten/Herdecke.
Im Jahr 2002 wurde er Chefarzt der Klinik für Psychiatrie, Psychotherapie und Psychosomatik am Bezirksklinikum Mainkofen. Im Jahr 2003 wurde er zum Ärztlichen Direktor des Bezirksklinikums Mainkofen ernannt. Nach fast 20 Jahren trat Wolfgang Schreiber im Oktober 2021 aus gesundheitlichen Gründen in den Ruhestand ein.
Schreiber implementierte 2017 das erste Zentrum für integrale Depressionsbehandlung in Niederbayern. Weiterhin förderte er die Schaffung einer Sektion für Autismus-Spektrum-Störungen, die sowohl stationäre als auch ambulante Behandlungen anbietet. Zusätzlich dezentralisierte er die ambulante Versorgung, indem neue Ambulanzen in Passau, Grafenau und Pfarrkirchen eingerichtet wurden, und die Neuausrichtung des Neurologischen Zentrums vorangetrieben wurde.
Wolfgang Schreiber war von 2011 bis 2022 Sprecher der Konferenz der Ärztlichen Direktoren der bayerischen Fachkrankenhäuser für Psychiatrie, Psychotherapie und Psychosomatik (BayDK). Ebenso war er von 2002 bis 2022 Vorstandsmitglied und Schatzmeister des Verbandes leitender Ärztinnen und Ärzte der Kliniken für Psychiatrie und Psychotherapie (Bundesdirektorenkonferenz).

## Gesellschaftliches Engagement
Schreiber engagierte sich maßgeblich bei der Aufarbeitung der Geschichte der ehemaligen „Heil- und Pflegeanstalt Mainkofen“ und spielte eine zentrale Rolle bei der Errichtung der neuen Gedenkstätte für die Opfer der NS-Psychiatrie. Durch seine Bemühungen wurden die Ereignisse, die sich während des Nationalsozialismus in Mainkofen abspielten, darunter Euthanasie, Zwangssterilisationen und das systematische Verhungernlassen von Patienten, öffentlich gemacht und dokumentiert. Schreiber war aktiv an der Organisation und Durchführung der Gedenkstätteninitiative beteiligt, wodurch das Leid der Opfer anerkannt und die Bedeutung des Erinnerns an die Schrecken des Nationalsozialismus betont wurde, damit diese niemals in Vergessenheit geraten.
Ab 2008 war Wolfgang Schreiber Mitglied des Rotary Club Deggendorf; von 2021 bis 2022 amtierte er als dessen Präsident.